# Rifugio Vittorio Sella
Rifugio Vittorio Sella (Frans: Refuge Vittorio Sella) is een bemande berghut in de Grajische Alpen op 2588 meter hoogte. De hut ligt in de gemeente Cogne in het Aostadal in Italië. Er zijn 161 slaapplaatsen, die in het hoogseizoen vaak allemaal bezet zijn. De hut is bereikbaar vanaf het plaatsje Valnontey op 1667 meter. 's Zomers maken veel mensen de wandeling van Valnontey naar de berghut langs de Lauson-stroom.

## Traversata Herbétet-Sella
Vanaf de berghut kan een panoramawandeling, de Traversata/Traversée Herbétet-Sella, gelopen worden naar de Casolari dell'Herbétet / Chalets de l'Herbétet, over de hellingen van het Valnontey. Vanwege het uitzicht op de gletsjers in het Valnontey wordt deze route vaak gelopen.

## Dieren
Rondom de hut leven veel dieren, zoals gemzen, steenbokken en alpenmarmotten, waar veel mensen naar komen kijken.